# Minas (Kaiser)

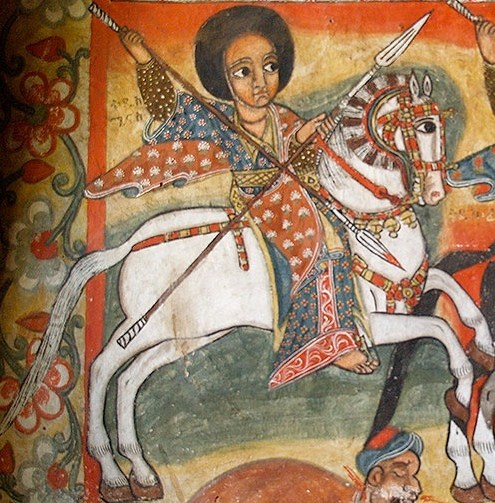
Wandgemälde, das Menas bei der Ermordung eines osmanischen Türken in Ura Kidane Mehret, Äthiopien, zeigt

Minas (äthiop. ሜናስ; Thronname: Admas Sagad I. አድማስ ሰገድ, „vor dem sich der Horizont verneigt“) (* 15. Jahrhundert oder 16. Jahrhundert; † 1. Februar 1563) war von 1559 bis zum 1. Februar 1563 Negus Negest (Kaiser) von Äthiopien und ein Mitglied der Solomonischen Dynastie. Er war der Bruder von Claudius (Gelawdewos).

## Leben
Minas war beim Einmarsch Ahmad ibn Ibrahim al-Ghasis in Äthiopien gefangen genommen worden. Ihm widerfuhr als wertvollem Gefangenen jedoch eine gute Behandlung. Zu jener Zeit wurden Kriegsgefangene für gewöhnlich kastriert und zu Sklaven gemacht. Dem Eingreifen der Frau des Imam Ahmad Gragn, Bati del Wambara ist es zu verdanken, dass Minas die Beschneidung vermeiden konnte und mit ihrer Tochter verheiratet wurde. Whiteway bezeichnet dies als eine einzigartige Tat der Gnade. 
Diese Nachsicht endete jedoch 1542, als der Imam verzweifelt auf der Suche nach Unterstützung bei seinen befreundeten Muslimen war und Minas, zusammen mit einer Auswahl extravaganter Geschenke, dem Sultan von Jemen als Dank für militärische Unterstützung übergab. Der Sohn Imam Ahmads wurde jedoch später, in den Nachwirkungen der Schlacht von Wayna Daga, gefangen genommen und von Claudius gegen seinen Bruder Minas eingetauscht. Die Wiedervereinigung der königlichen Familie wurde viele Tage lang gefeiert, wie Richard Pankhurst berichtet.
Nach seiner Erhebung kämpfte er gegen die Falaschen in Semien.
Er verbannte den jesuitischen Bischof Andre da Oviedo und seine Begleiter in ein Dorf zwischen Aksum und Adwa namens Maigoga (Tigrinya may gwagwa, „lärmendes Wasser“), welches die Jesuiten nach dem Missionar Frumentius optimistisch in Fremona umbenannten.
Etwa ein Jahr nach Amtsantritt initiierte Baher Negash Yeshaq einen Aufstand in der Region Tigray und rief Tazkaro, den illegitimen Sohn Jakobs, des Bruders des Kaisers Minas, zum Negus aus. Diese Revolte beschäftigte Minas bis ans Ende seiner kurzen Herrschaft. Er marschierte in Lasta ein, woraufhin Yeshaq sich nach Shire (heute in Amhara gelegen) zurückzog. Der Kaiser spürte ihn dort auf und besiegte Yeshaq. Anschließend wandte er sich in Richtung Süden nach Emfraz, wo er die übrigen Anhänger Tazkaros am 2. Juli 1561 bezwang.
Baher Negash Yeshaq holte sich Unterstützung durch Ozdemur, den osmanischen Pascha von Massaua, und rief Tazkaros Bruder – der sich noch im Säuglingsalter befand – zum Negus Negest aus. Minas marschierte wiederum nach Norden, wurde jedoch in Endarta durch Yeshaq geschlagen. Der Kaiser zog sich bis nach Atronsa Maryam zurück, um die Truppen für einen neuen Angriff auf den Baher Negash umzugruppieren. Auf dem Weg erkrankte Minas jedoch an einem Fieber und starb in Kolo am 1. Februar 1563.
| Vorgänger | Amt                            | Nachfolger   |
| --------- | ------------------------------ | ------------ |
| Claudius  | Kaiser von Äthiopien 1559–1563 | Sarsa Dengel |